# Châtel (Haute-Savoie)
Châtel (Savoyaards: Chatél) is een gemeente in het Franse departement Haute-Savoie (regio Auvergne-Rhône-Alpes). De plaats maakt deel uit van het arrondissement Thonon-les-Bains. Châtel telde op 1 januari 2022 1.168 inwoners.

## Geografie
De oppervlakte van Châtel bedroeg op 1 januari 2022 32,19 vierkante kilometer; de bevolkingsdichtheid was toen 36,3 inwoners per km².
Het ligt in het bekende skigebied Portes du Soleil.

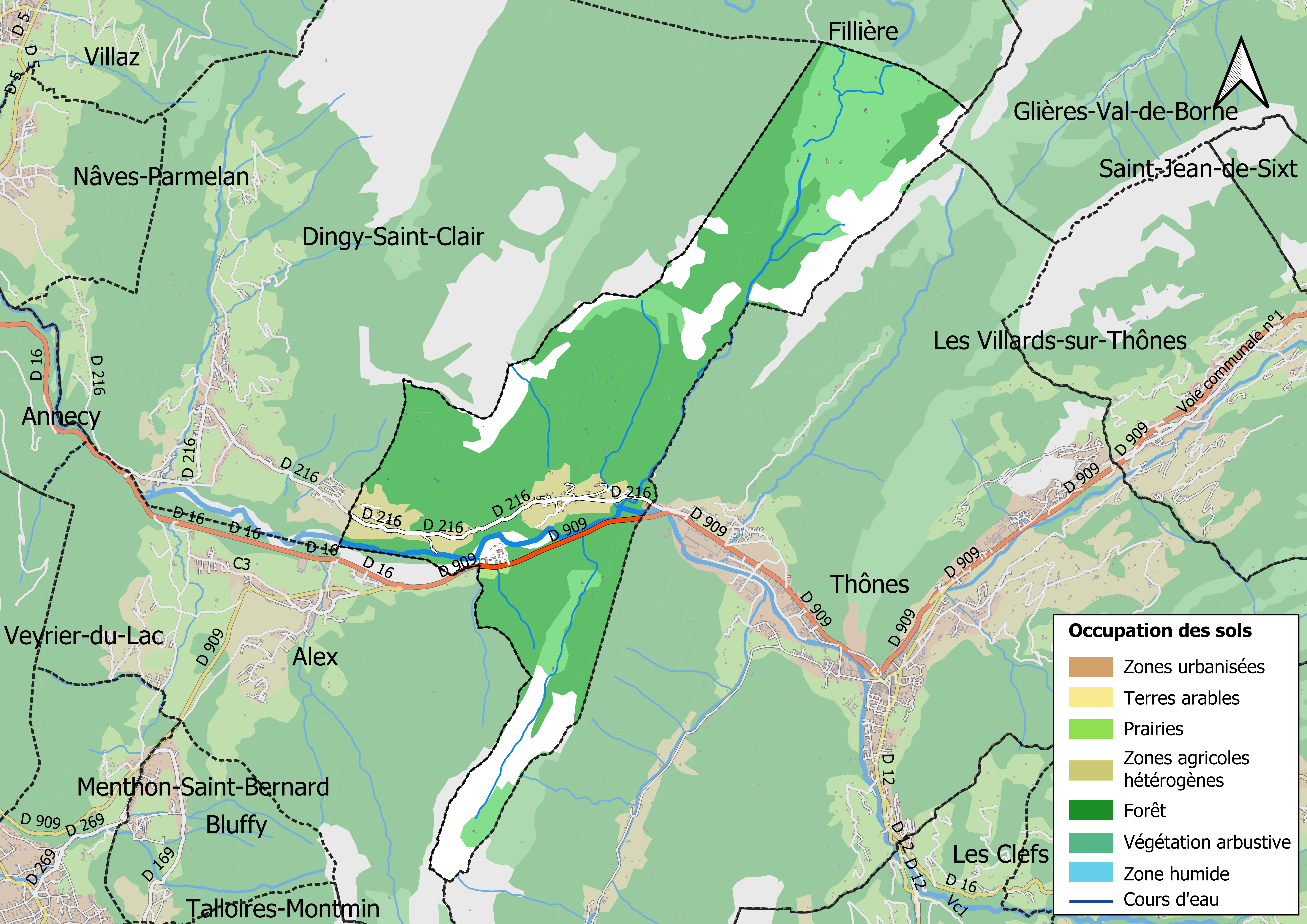
Kaart van de gemeente met de belangrijkste infrastructuur, bodemgebruik en omliggende gemeenten

| hoogte                         | 2466 m                      |
| aantal pisten blauw rood zwart | 650 km 170 km 380 km 100 km |
| aantal liften                  | 211                         |
| Kabinebanen                    | 14                          |
| Stoeltjesliften                | 83                          |
| Sleepliften                    | 114                         |

## Demografie
Onderstaande figuur toont het verloop van het inwonertal (bron: INSEE-tellingen).

## Wielersport
Ter promotie van skigebied Portes du Soleil was Châtel aankomstplaats van wielerkoersen. Zo wonnen in respectievelijk 1975 en 2022 de Belg Lucien van Impe en Luxemburger Bob Jungels er een etappe in de Ronde van Frankrijk.